# 白鬚神社 (佐賀市)
白鬚神社（しらひげじんじゃ）は、佐賀県佐賀市久保泉町にある神社である。旧社格は村社。猿田彦命を祀る。

## 概要
近江国から勧請し、その時以来の姓に丸の字が付き丸持ちという19軒が宮座を組み、毎年10月18日・19日の例祭に丸祭が行われ、70御膳の供物が献ぜられ稚児田楽が奉納されていた。稚児田楽は12人の役柄を定めて演ぜられ十二田楽とも呼ばれ、神社前の御座の上で三三九度・つきさし・さざれすくい等6曲の舞がある。この田楽は、2000年（平成12年）12月27日に白鬚神社の田楽という名称で重要無形民俗文化財に指定された。